# Вроцлавские гномы
Вро́цлавские гно́мы (пол. Wrocławskie krasnale, krasnoludki) — название бронзовых статуэток гномов-краснолюдков, устанавливаемых во Вроцлаве с 2001 года. Их количество постоянно растёт: в 2016 году в городе насчитывалось 385 гномов.
Предыстория гномов — в символике Оранжевой альтернативы, подпольной группы, а позднее хэппенингового движения, действовавшей в нескольких городах Польши, главным образом во Вроцлаве, в 1980-х годах. Первые нарисованные гномы появились по задумке главы движения Вальдемара Фидриха по прозвищу «Майор», а самой известной организованной акцией стала Демонстрация гномов 1 июня 1987 года.

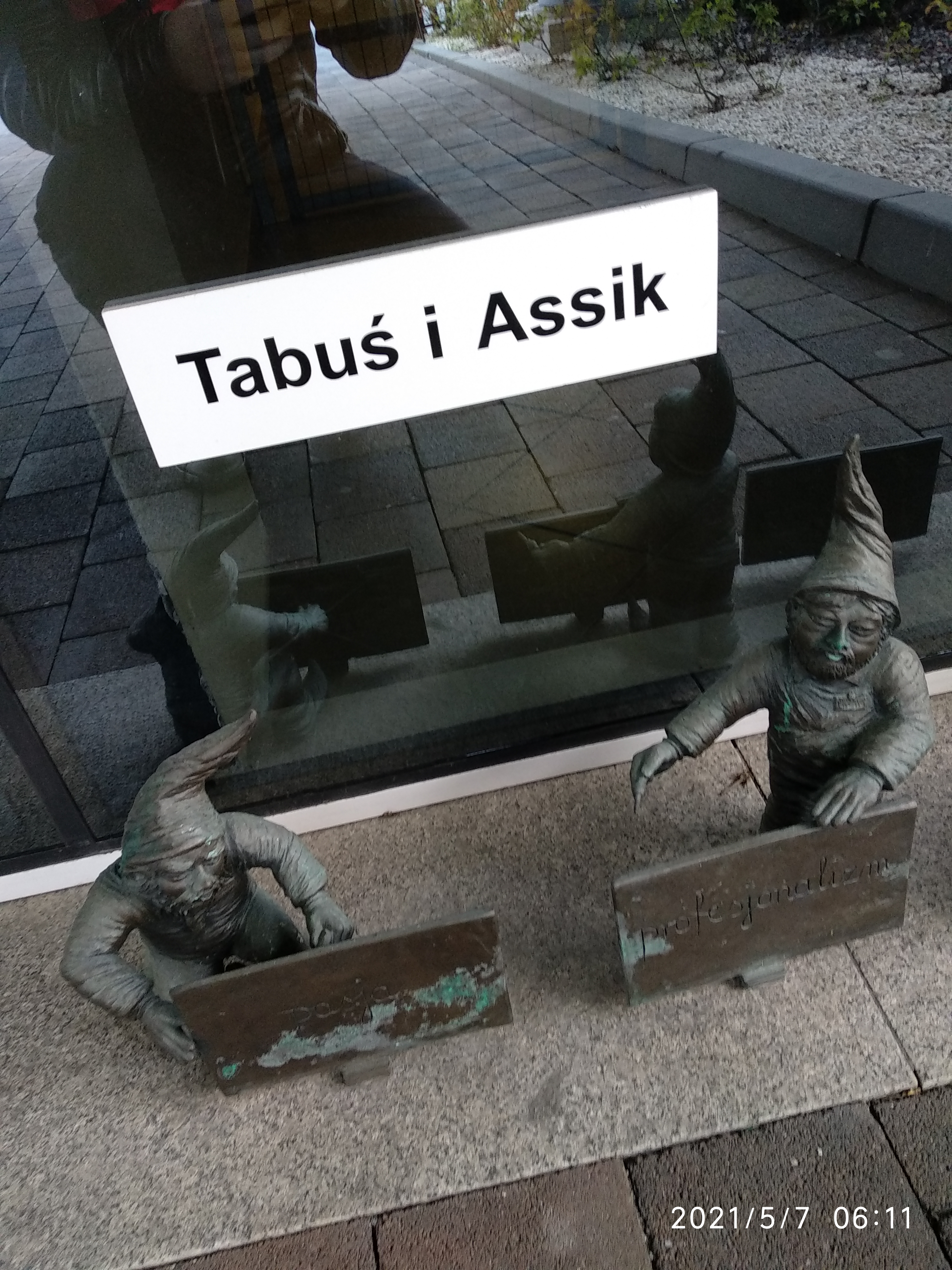
Гномы на заводе LG

В 2001 году в центре Вроцлава был установлен памятник Оранжевой альтернативе. Он представляет собой бронзового гнома высотой 40 см, стоящего на постаменте в форме большого пальца. Его автором был молодой вроцлавский скульптор Олаф Бжески. Впоследствии памятник получил прозвище «папа-гном» (пол. Papa Krasnal), так как именно он стал «прародителем» многочисленных вроцлавских гномов.
В 2005 году городские власти обратились к вроцлавскому скульптору Томашу Мочеку с заказом на изготовление новых фигурок гномов, которые вписались бы в городской пейзаж. Он создал пять первых фигурок из бронзы, высотой от 30 до 40 см, стараясь придать каждой из них свой индивидуальный характер. Гномы расположились на центральных улицах города; по словам самого Мочека, он стремился создать впечатление, будто они «были тут всегда». В их числе были так называемые «Сизифки» (пол. Syzyfki) — два гнома, катящие каменный шар друг на друга, впоследствии ставшие одной из самых известных и узнаваемых скульптур.
Массовое появление новых фигурок началось в 2006 году и спонсировалось различными учреждениями и фирмами. В результате во Вроцлаве появилось множество гномов различных профессий, соответствующих специализации заказавшей их компании.
Со временем гномы стали настоящим символом Вроцлава и одной из главных туристических достопримечательностей города. Существуют специальные карты, экскурсии и брошюры, помогающие найти их в городе, а также описывающие индивидуальную историю каждого гнома.
Регулярно во Вроцлаве устанавливают новых гномов, а также воруют и ломают старых.

## Галерея

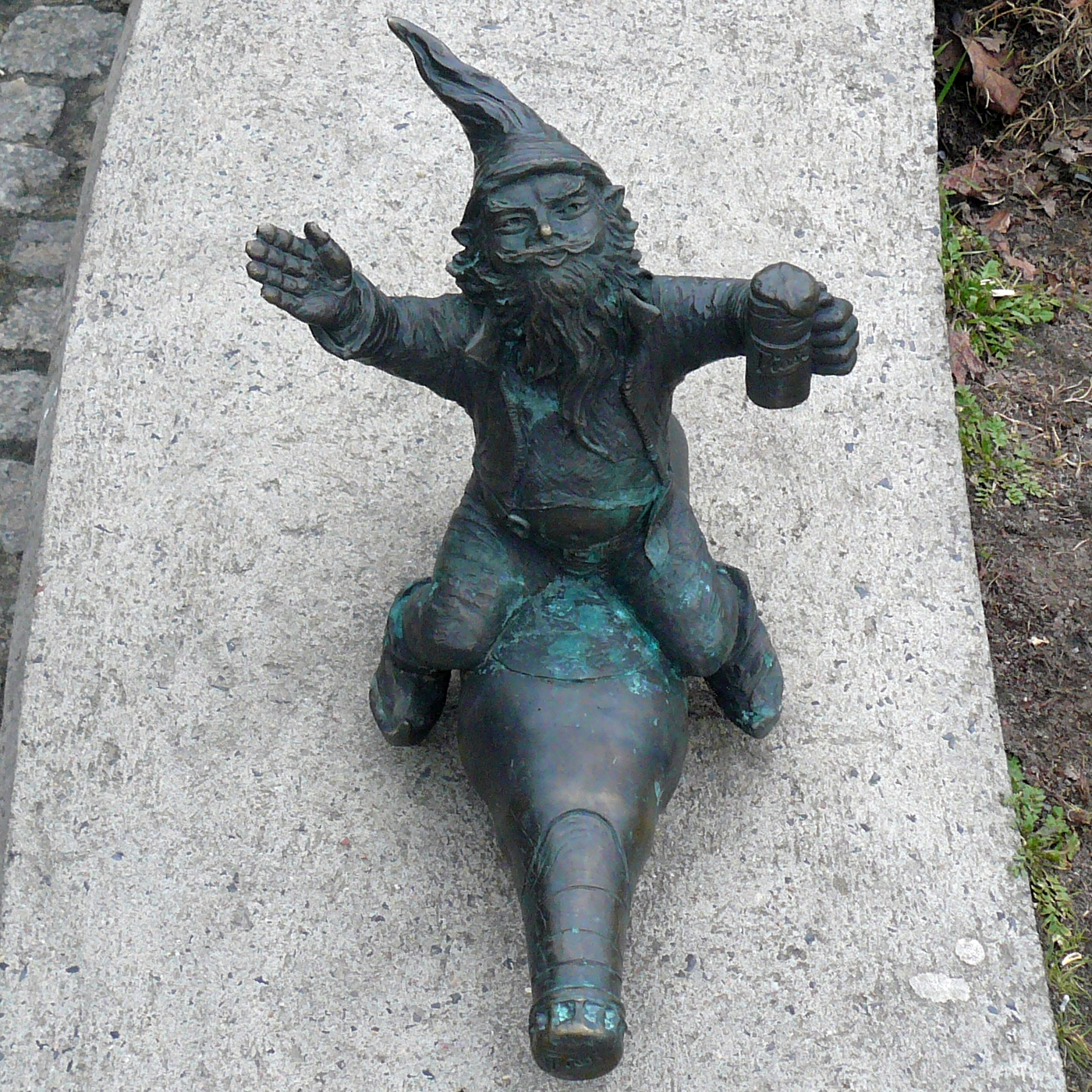
ВРОЦЛАВСКИЙ ГНОМ. ФОТОГРАФ.«Пястослав I Золотой»
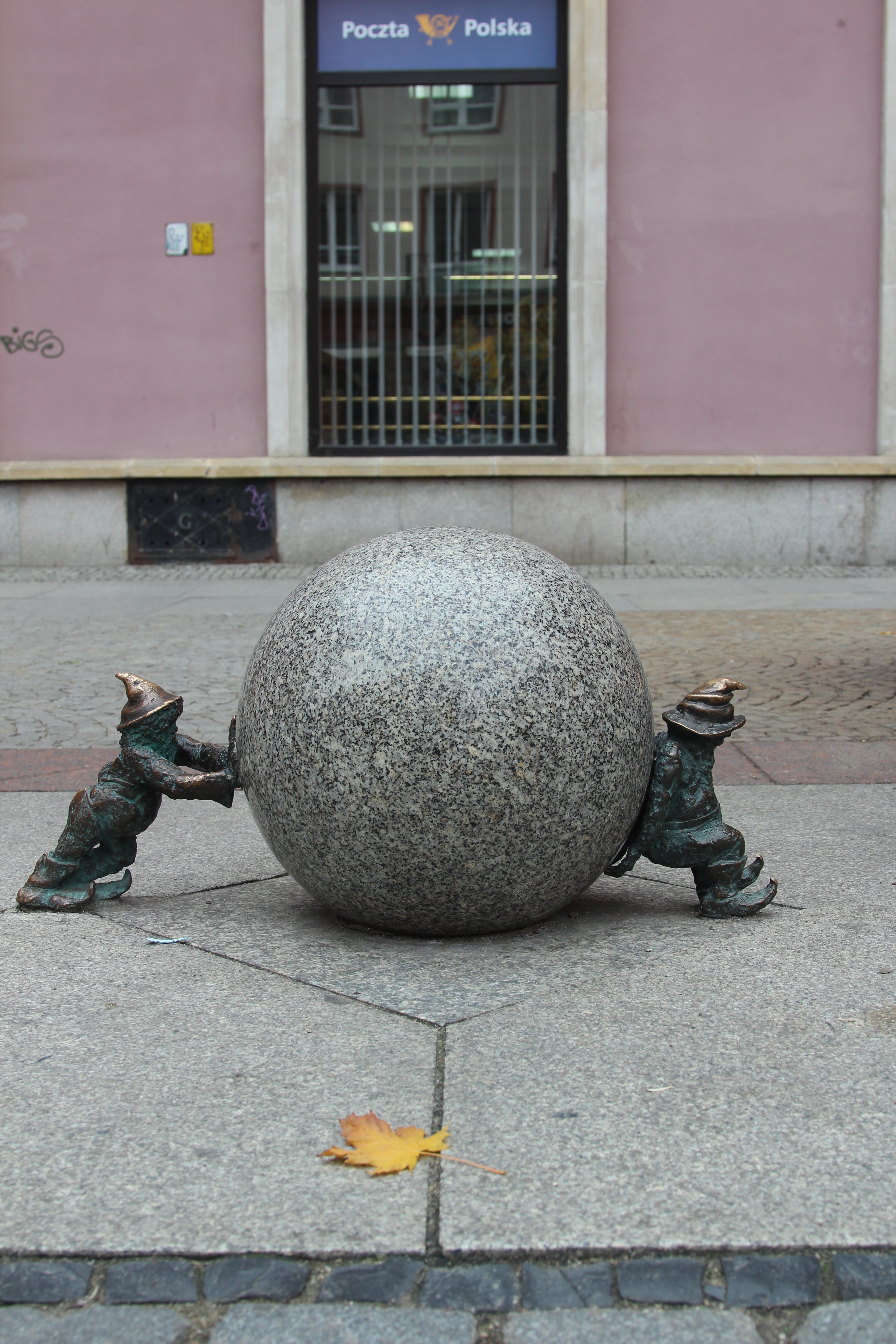
«Сизифки»
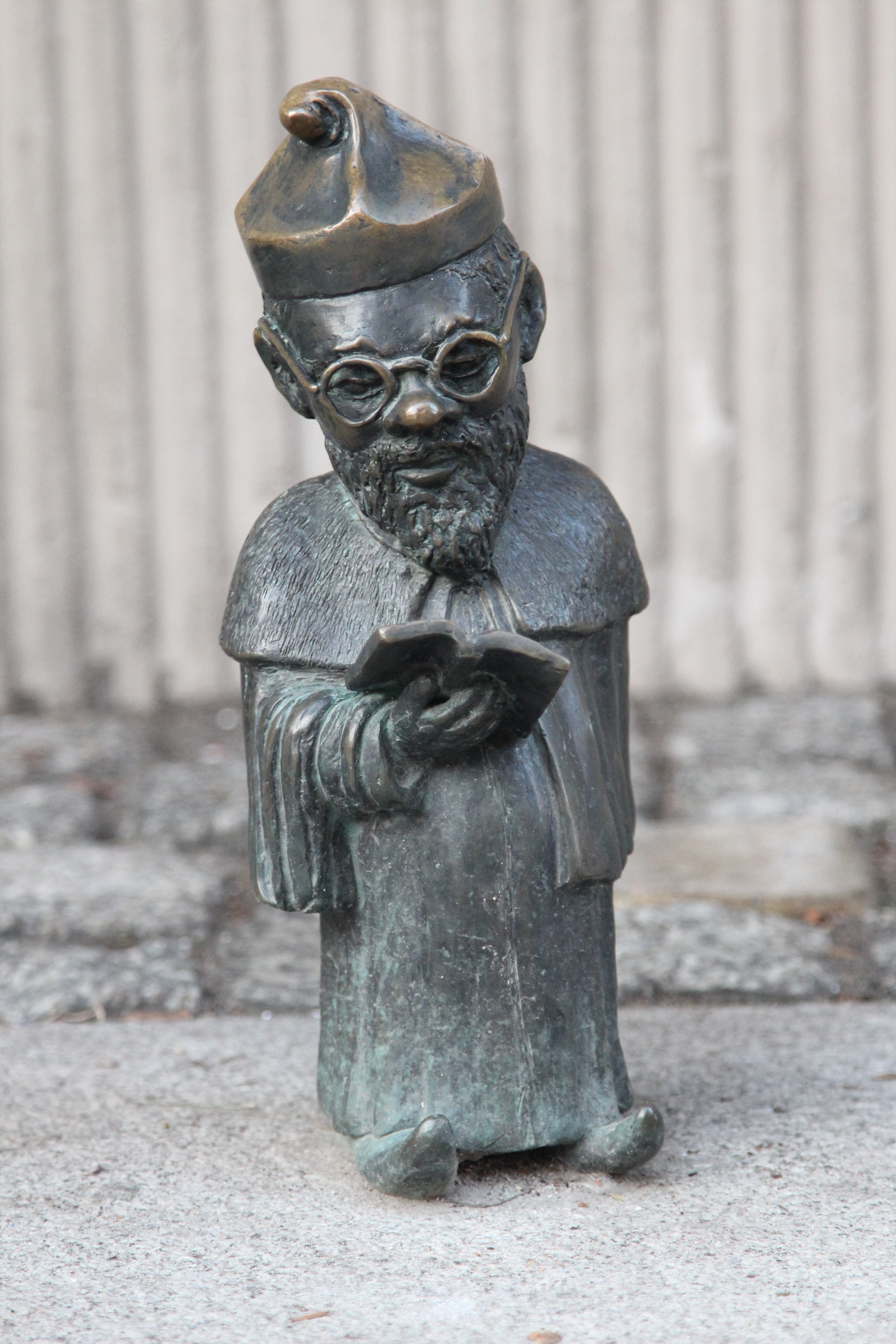
«Профессор»
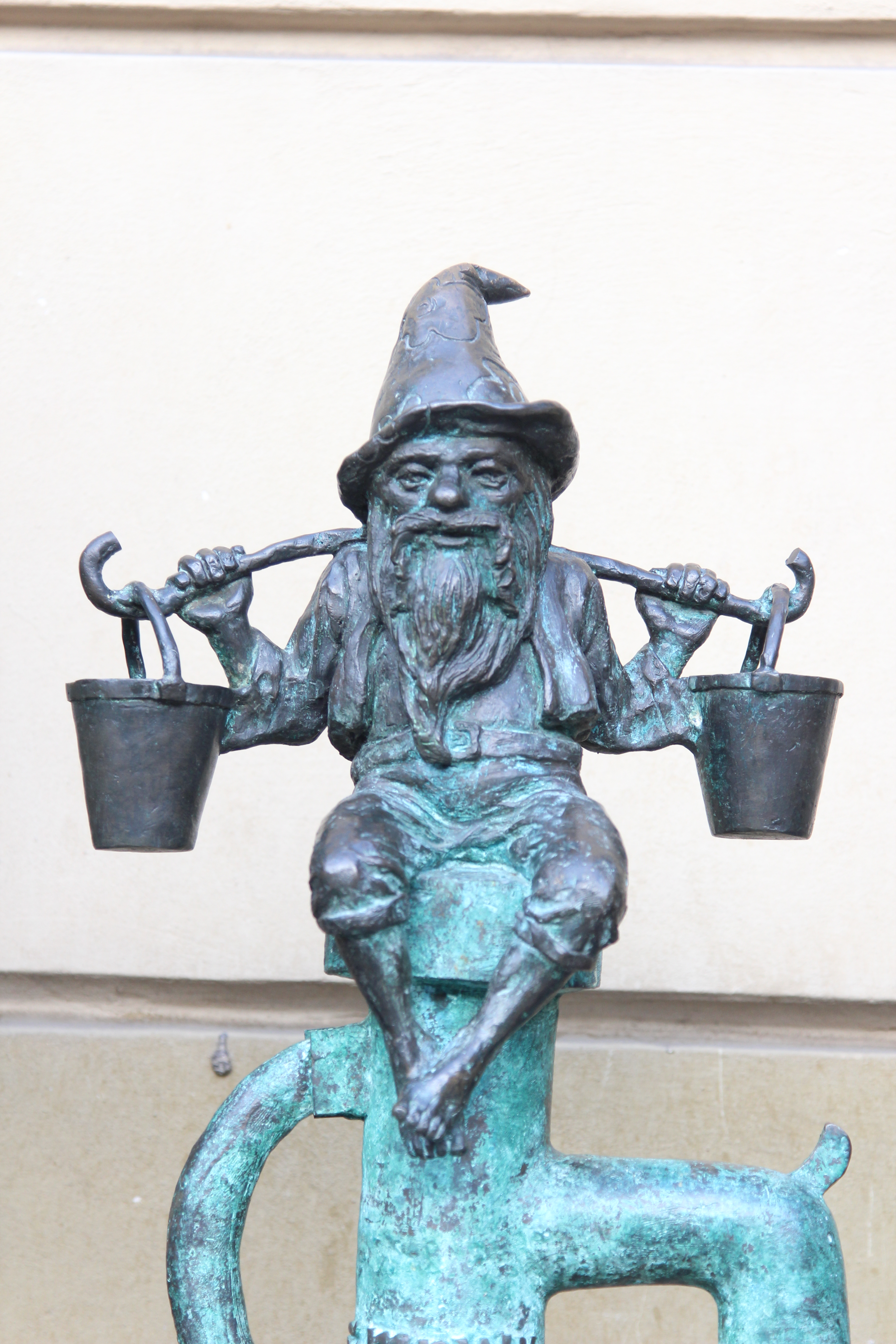
«Водонос»
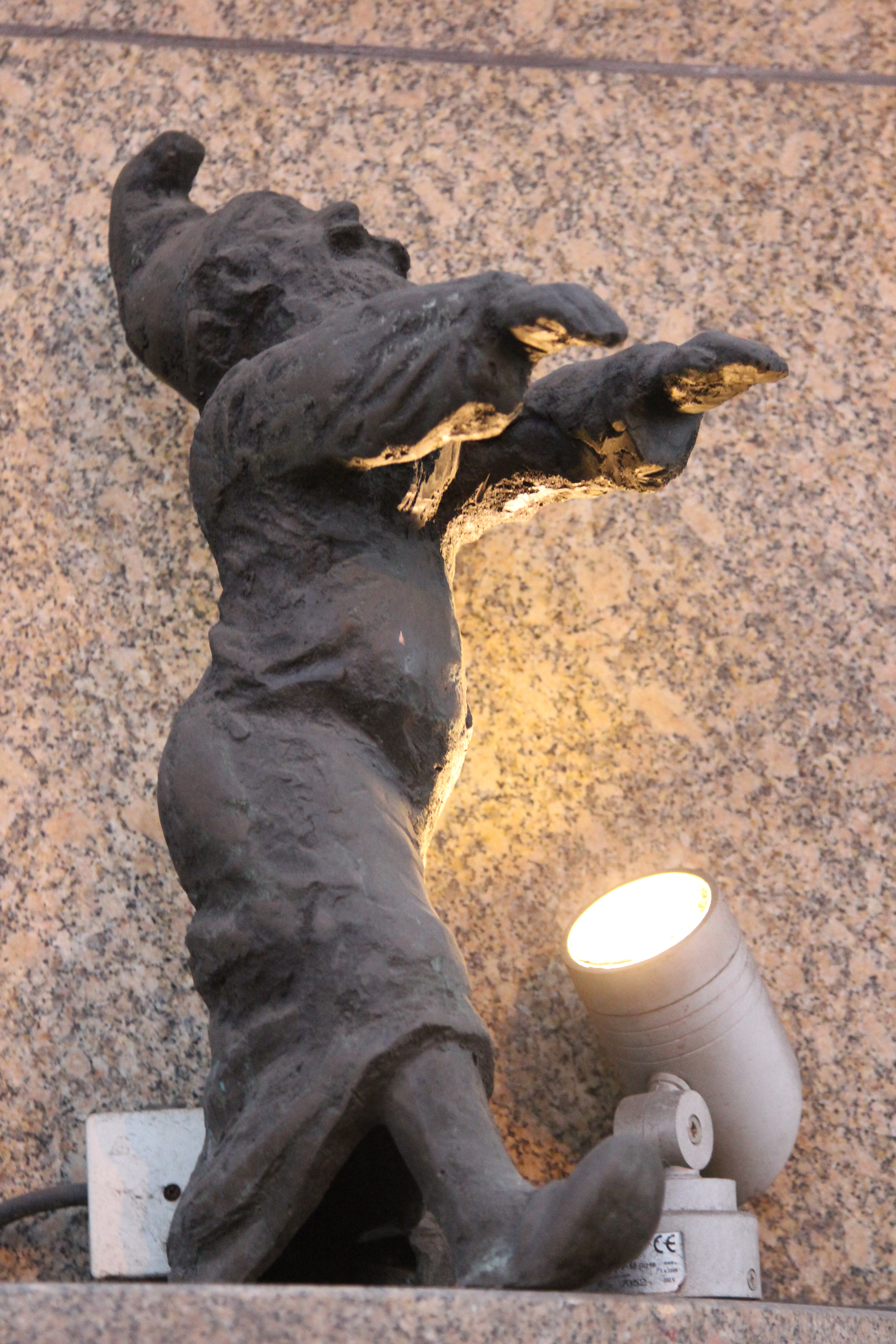
«Лунатик»
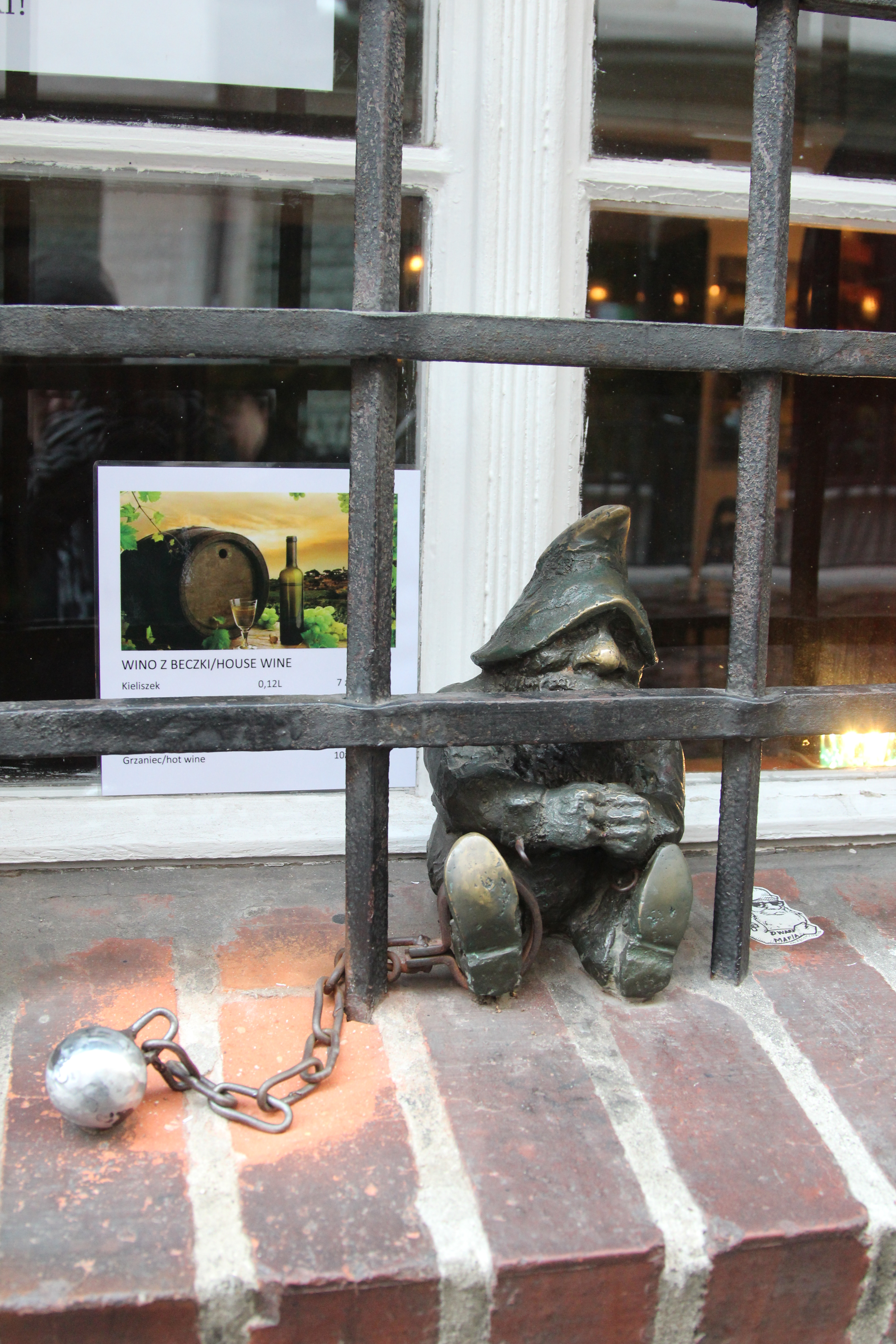
«Узник» (на окне старой городской тюрьмы)
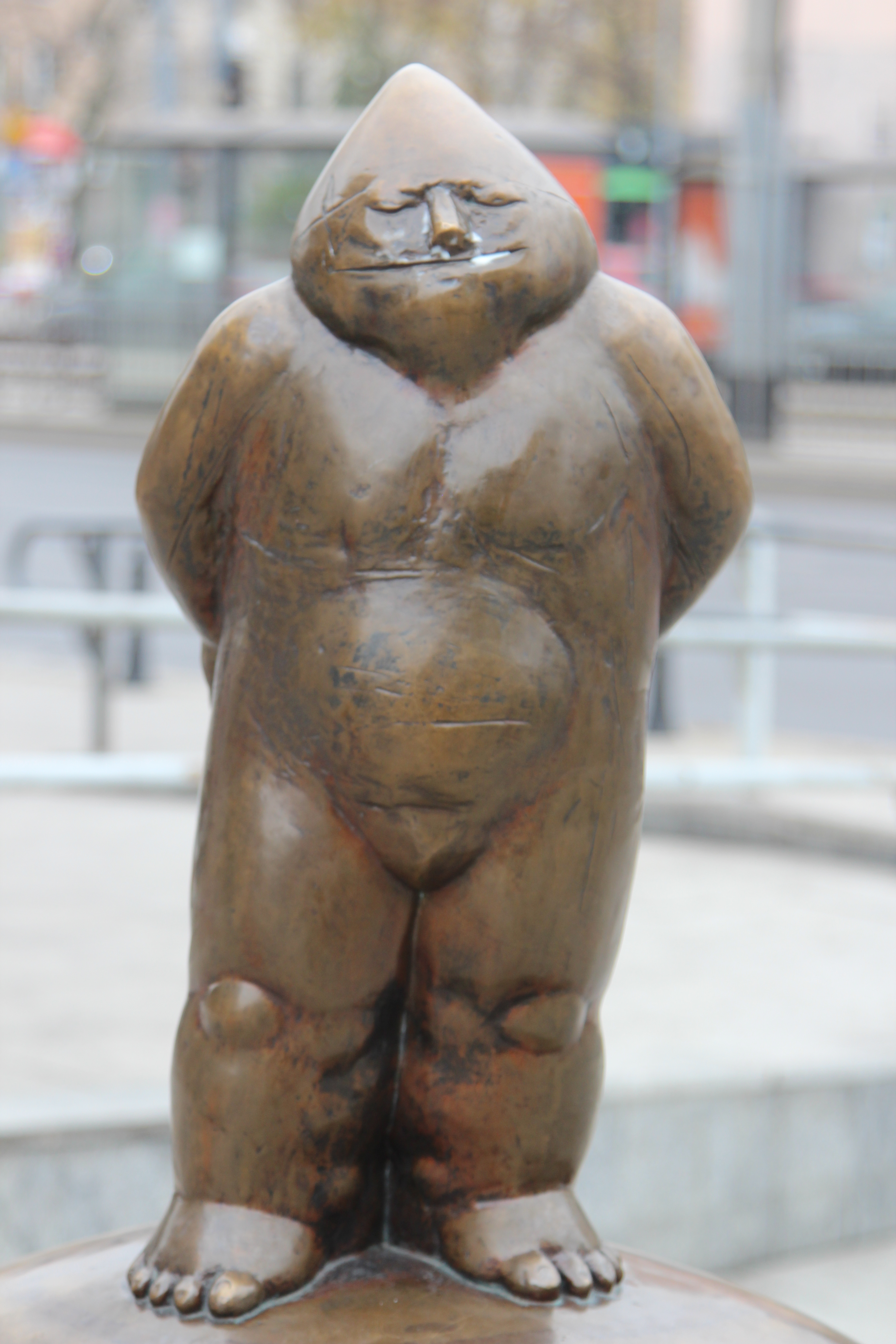
«Папа-гном»